# FC Cincinnati (2015)
Football Club Cincinnati is een Amerikaanse voetbalclub uit Cincinnati, Ohio. De club speelde in de USL, maar kreeg in 2018 een MLS-franchise toegewezen. FC Cincinnati speelt haar thuiswedstrijden in het Nippert Stadium.

## Geschiedenis

### Voorheen
Op 12 augustus 2015 werd FC Cincinnati opgericht om vanaf het seizoen 2016 aan de USL deel te nemen. Het beste resultaat werd in 2018 geboekt toen de club de Eastern Conference won, maar vervolgens in de halve finale van de playoffs door New York Red Bulls II werd uitgeschakeld.

### Intrede
Het achterliggende doel van de eigenaren was al bij aanvang om deel te gaan nemen aan de Major League Soccer. Hiervoor werden al direct in 2015 onderhandelingen gestart en begin 2016 een officiële aanvraag gedaan. Op 29 mei 2018 werd FC Cincinnati officieel gepresenteerd als de nieuwste deelnemer aan de MLS. Hierdoor kwam er een eind aan de USL-club die na het seizoen 2018 werd opgeheven.

## Erelijst
- USL Regular Season

Winnaar: 2018 (1x)